# Cover (muziek)
Een cover in de moderne (pop)muziek is een bewerking van een bestaand lied door een andere artiest dan de oorspronkelijke componist/uitvoerder. Verschillende motieven kunnen een rol spelen bij een dergelijke herinterpretatie. Meeliften op het succes van het origineel is een van de minder nobele. Een uitvoering in een andere muziekstijl (bijvoorbeeld een reggae-versie van een ballad of een punk-uitvoering van een aria) kan niet alleen een ode aan de auteur zijn, maar ook een parodie of zelfs regelrechte kritiek. Een cover kan een vertaling zijn of een lied met een geheel andere tekst op dezelfde melodie.
De nieuwe versie zou het origineel (tijdelijk) aan het directe zicht onttrekken, bedekken (Engels: to cover), vandaar de naam. Het komt dan ook weleens voor dat men denkt dat een bepaald nummer nieuw is, en een origineel product van een bepaalde artiest, terwijl het enkel door die zanger gecoverd is het dus in werkelijkheid gaat om een (oud) geesteskind van een andere artiest. Veel Nederlandstalige hits uit de jaren zestig zijn vertaalde covers. Brandend zand van Anneke Grönloh is een vertaalde cover van Heißer Sand vertolkt door Mina. Willeke Alberti's De winter was lang is een vertaalde cover van Blue Winter van Connie Francis. In deze gevallen worden de oorspronkelijke auteurs keurig vermeld op de hoes van de cd of lp. Er zijn ook gevallen waar dit niet het geval is, zo is Venus van Shocking Blue overduidelijk gebaseerd op The Banjo Song van The Big 3. In dit geval is dus min of meer sprake van plagiaat. Omdat The Banjo Song zelf ook al een cover is van Oh! Susanna van Stephen Foster kwam het niet tot een rechtszaak.

## Enkele bekende covers
- Summertime van George Gershwin werd in de loop der jaren het meest gecoverde nummer ooit. Abbie Mitchel was de eerste die het, in 1935, op de plaat zette.
- That's all right mama, de single waarmee Elvis Presley in 1954 doorbrak, was oorspronkelijk van Arthur Crudup.
- Knockin' on Heaven's Door van Bob Dylan uit 1973 werd onder anderen door Randy Crawford en Eric Clapton (in 1989) en Guns N' Roses (in 1991) gecoverd.
- Dromen zijn bedrog (1994) van Marco Borsato werd oorspronkelijk in 1984 opgenomen door Riccardo Fogli onder de titel Storie di tutti i giorni.
- Zowel Billy Joe Royal, Deep Purple als Kula Shaker coverden Hush van Joe South. South baseerde het nummer op een oude gospel.
- Het wereldberoemde liefdeslied I Will Always Love You is oorspronkelijk van Dolly Parton, maar werd pas echt een grote hit toen Whitney Houston het zong.
- Soft Cell maakte Tainted Love, oorspronkelijk van Gloria Jones uit 1964, wereldberoemd in 1981; Soft Cells versie behaalde de eerste plaats in 17 landen. Meer dan twintig acts hadden succes met het lied, onder wie Marilyn Manson, Depeche Mode, Rihanna en Milk Inc.
- Light My Fire was een nummer 1-hit in Amerika in 1967 van het debuutalbum van The Doors, geschreven door Robby Krieger, de gitarist van de band. Will Young deed dat in 2003 in het Verenigd Koninkrijk na. José Feliciano won er in 1969 een Grammy mee. De versie van Amii Stewart bereikte in 1979 een zesde plaats in de Britse hitlijsten. Ook Stevie Wonder, Al Green, Shirley Bassey, Nancy Sinatra, UB40, Underworld en Massive Attack hebben het nummer opgenomen.
- Proud Mary is een nummer dat veel mensen kennen in de uitvoering van Ike and Tina Turner uit 1971. Het origineel is van Creedence Clearwater Revival en uitgebracht in 1969.
- Madonna had in 2000 een grote hit met Don McLeans American Pie uit 1971.
- Tom Jones en The Art of Noise coverden Kiss van Prince in 1988.
- (I Can't Get No) Satisfaction van The Rolling Stones uit 1965 werd in 2000 gecoverd door Britney Spears voor haar album Oops!... I Did It Again
- Nothing Else Matters van Metallica uit 1991 is in 2006 gecoverd door Lucie Silvas.
- Numb van het album Meteora van Linkin Park uit 2003 is gecoverd door de Britse zangeres Jamelia
- Het nummer Yesterday van het album Help! van The Beatles is een van de meest gecoverde nummers ooit.
- Relight My Fire van Dan Hartman uit 1980 is in 1993 gecoverd door Take That & Lulu.
- Comfortably Numb van Pink Floyd werd in 2004 in een uptempo versie op single uitgebracht door Scissor Sisters.
- America uit West Side Story werd gecoverd door Trini Lopez, waarbij het ritme vereenvoudigd werd.
- I Follow Rivers van Lykke Li werd gecoverd door Triggerfinger.
- Ayo Technology een single uit 2007 van 50 Cent, Justin Timberlake en Timbaland werd in 2008 een nummer 1-hit voor Milow.
- Er staat een paard in de gang van André van Duin werd gecoverd door Rick de Leeuw.
- Wild Thing van The Troggs is origineel van The Wild Ones, en geschreven door Chip Taylor.